# Gizem Örge
Hatice Gizem Örge, més coneguda com a Gizem Örge (Ankara, 26 d'abril de 1993) és una jugadora de voleibol turca. Juga per Vakıfbank SK i la selecció turca de voleibol femení, amb qui ha guanyat la Euroliga 2014. Örge és estudianta d'educació física a la Universitat de Marmara d'Istanbul.
És neta d'un exalcalde de Mesudiye, Ordu.